# 주한 가나 대사관
주한 가나 대사관(영어: Embassy of the Republic of Ghana in Korea)은 대한민국 서울특별시 용산구 한남동 5-4에 위치하고 있는 가나 대사관이다. 현직 주한 가나 대사는 캐리스 오벳체비 램프티 즈웨네스이다.

## 역사
가나는 1977년 11월 14일 대한민국과 공식 외교 관계를 수교하고 1999년 11월 8일 주한 가나 대사관을 개설하였다. 조선민주주의인민공화국과는 그 이전인 1964년 12월 수교했다. 양국 간에는 1987년 5월 문화협정, 1990년 7월 경제기술협력 및 무역증진 협정, 1993년 12월 의료협력 협정이 체결됐다. 2006년 1월 반기문 당시 외교부 장관이 가나를 방문했고, 2009년 8월 박영준 국무차장이 자원외교 목적으로 방문하기도 했다.

## 주요 업무
주요 업무는 대한민국 정부와의 외교 관계 증진, 경제 협력, 투자 유치, 외교 정책 홍보, 문화, 학술, 체육 협력, 여권, 입국 사증 발급 및 영사 확인 업무 등이다. 한국인이 가나에 입국하려면 사증을 발급받아야 한다.

## 같이 보기
- 가나의 재외공관 목록
- 주가나 대한민국 대사관
- 대한민국 주재 외국공관 목록
- 가나-대한민국 관계